# AHERA
『AHERA』（アヘラ）は、一部テレビ朝日系列局で放送されたテレビ朝日製作のバラエティ番組。製作局のテレビ朝日では1996年4月7日から同年9月29日まで放送。

## 概要
お笑い芸人たちのネタ披露をメインに据えていた番組で、間寛平を司会に、横澤彪をゼネラルプロデューサーに迎えていた。ほか、太平サブローや高橋真紀子（当時テレビ朝日アナウンサー）などをその他のレギュラーに起用していた。
番組は半年で終了し、目玉にしていた人気お笑いグループの再結成企画はコント赤信号の1組限りで終了した。一方で当時無名だったつぶやきシローがこの番組への出演を機にブレイクし、東京ではまだ知名度の低かった藤井隆が番組のオープニングで端役として出演していた。アマチュア時代のU字工事もこの番組に出演していたという。
その後、2018年4月24日放送の『ソノサキ〜知りたい見たいを大追跡!〜』にてテレビ朝日のライブラリーに残る、司会のバナナマンとゲストのバカリズムの一番古い映像として、両者ともこの番組に出演した際の様子が放送された。ちなみにバナナマンは当時結成3年目で設楽統は22歳・日村勇紀は23歳、バカリズムはまだコンビ時代であり結成1年目・年齢はまだ当時20歳だった。

## 放送局
| 放送対象地域 | 放送局              | 系列           | 放送日時           | 備考       |
| ------------ | ------------------- | -------------- | ------------------ | ---------- |
| 関東広域圏   | テレビ朝日（ANB）   | テレビ朝日系列 | 日曜 12:00 - 12:55 | 製作局     |
| 北海道       | 北海道テレビ（HTB） | テレビ朝日系列 | 日曜 12:00 - 12:55 | 同時ネット |
| 青森県       | 青森朝日放送（ABA） | テレビ朝日系列 | 深夜（詳細不明）   | 遅れネット |
| 中京広域圏   | 名古屋テレビ（NBN） | テレビ朝日系列 | 月曜 0:25 - 1:20   | 7日遅れ    |

準キー局の朝日放送では土曜深夜に放送された。